# Otto Steinegger
Otto Steinegger (* 8. Mai 1888 in Innsbruck, Tirol; † 17. Jänner 1950 ebenda) war ein österreichischer Politiker (CSP, VF, ÖVP).

## Leben
Otto Steinegger – Sohn eines Postbeamten und Bruder von Hans Steinegger – absolvierte nach dem Besuch der Volksschule die Gymnasien im Südtiroler Brixen sowie auch in Innsbruck. 1909 schrieb er sich an der Universität Innsbruck ein, an welcher er bis 1913 Rechtswissenschaften studierte. Im Ersten Weltkrieg diente Steinegger als Reserveoffizier unter anderem in Italien und Russland und wurde 1917 in den Rang eines Oberleutnants befördert. Nach seiner Rückkehr nach Tirol gründete er den so genannten Kriegsteilnehmer- und Heimatkehrerverband.
Steinegger, der ein Anhänger der Ideen des christlichsozialen Bürgermeisters von Wien, Karl Lueger, war, trat selbst der CSP bei. 1925 zog er für die Partei als Abgeordneter in den Tiroler Landtag ein, dem er bis 1929 angehören sollte. Von 1929 bis 1933 arbeitete er in verschiedenen administrativen Positionen in der Bezirkshauptmannschaft von Innsbruck. Am 27. April 1934 zog er, nach der Ausschaltung des Parlaments, durch den so genannten Ständestaat, in den verbleibenden Nationalrat ein. Jedoch schied er nach nur fünf Tagen, am 2. Mai 1934, aus der ersten österreichischen Parlamentskammer aus. Danach saß er von 1934 bis 1938 im Staatsrat und wurde von diesem in den Bundestag entsandt.
1938 wurde er von den Nationalsozialisten von all seinen Funktionen enthoben und zwangspensioniert. Zunächst verdiente er seinen Lebensunterhalt als Versicherungsvertreter, ehe er Mitglied im so genannten Entgiftungstrupp Innsbruck wurde. Im August 1944 wurde Steinegger verhaftet und in so genannte Schutzhaft im Lager Reichenau bei Innsbruck genommen. Aus ihr konnte er im Oktober 1944 jedoch schnell wieder freikommen.
Im April 1945 wurde Steinegger rehabilitiert. Nur einen Monat später war er Gründungsmitglied des Österreichischen Arbeitnehmerinnen- und Arbeitnehmerbundes (ÖAAB), einer Teilorganisation der neuen Österreichischen Volkspartei (ÖVP). Steinegger wurde sowohl stellvertretender Landesvorsitzender des ÖAAB-Tirol wie auch von 1946 bis 1950 Landesparteivorsitzender der Tiroler Volkspartei. Für die ÖVP zog er im Dezember 1945 erneut in den Nationalrat in Wien ein. Er blieb es rund vier Jahre bis zu seinem Tod im Jänner 1950.
Ebenfalls ab 1945 war Otto Steinegger Obmann des Tiroler Landesverbands der Österreichischen Turn- und Sportunion.
Otto Steinegger starb 1950 im Alter von 61 Jahren in Innsbruck an einem Schlaganfall.